# 井手義行
井手 義行（いで よしゆき、1889年2月9日 - 1972年7月20日）は、大正から昭和期の英米文学者。東京外事専門学校第10代校長、東京外国語大学学長事務取扱、立教大学文学部教授。井出義行の誤字もみられる。

## 人物・経歴
熊本県阿蘇郡宮地町出身。井手義久の長男として生まれる。
1913年（大正2年）、東京帝国大学文科大学英文科（英吉利文学科）卒業後、同年東京外国語学校の講師に就任し、1917年（大正6年）、同校の教授となる。大正から昭和初期に、立教大学文学部教授を兼務し、英文学、英文学史、英訳を教えた。
1921年（大正10年）に、他大学に先駆けて立教大学にバスケットボール部が創部されると、初代部長に就任。同1921年（大正10年）、英米両国に留学し、1924年（大正13年）に帰国。
1933年（昭和8年）から1938年（昭和13年）にかけても、立教大学バスケットボール部長を務めた。
1945年（昭和20年）、東京外事専門学校第10代校長に就任。
1949年（昭和24年）、新制大学が発足し、東京外国語大学学長事務取扱となり、同年に退職。
1950年（昭和25年）、中央大学教授に就任。
1966年（昭和41年）、文化学院の理事になると、1969年（昭和44年）に同校英文科科長に就いた。